# Дретно
Дретно — деревня в Старопольском сельском поселении Сланцевского района Ленинградской области.

## История
Деревня Дретно, состоящая из 46 крестьянских дворов, упоминается на карте Санкт-Петербургской губернии Ф. Ф. Шуберта 1834 года.

ДРЕТНО — деревня принадлежит её величеству, число жителей по ревизии: 143 м. п., 167 ж. п. (1838 год)

Деревня Дретно из 46 дворов отмечена на карте профессора С. С. Куторги 1852 года.

ДРЕТНЯ — деревня Гдовского её величества имения, по просёлочной дороге, число дворов — 51, число душ — 148 м. п. (1856 год)

ДРЕТНО — деревня удельная при озере безымянном, число дворов — 51, число жителей: 169 м. п., 164 ж. п.; Часовня православная. (1862 год) 

В XIX — начале XX века деревня административно относилась к Осьминской волости 2-го земского участка 1-го стана Гдовского уезда Санкт-Петербургской губернии.
Согласно Памятной книжке Санкт-Петербургской губернии 1905 года деревня образовывала Дретненское сельское общество.
С марта 1917 года деревня находилась в составе Осьминской волости Гдовского уезда.
- Деревня Дретно на карте 1919 года

С 1920 года, в составе Дретновского сельсовета Осьминской волости Кингисеппского уезда.
С августа 1927 года, в составе Осьминского района.
С ноября 1928 года, в составе Тарасовогорского сельсовета. В 1928 году население деревни составляло 311 человек.
По данным 1933 года деревня Дретно входила в состав Тарасовогорского сельсовета Осьминского района.
С 1 августа 1941 года по 31 января 1944 года — германская оккупация.
С 1961 года в составе Поречского сельсовета Сланцевского района.
С 1963 года в составе Кингисеппского района.
По состоянию на 1 августа 1965 года деревня Дретно входила в состав Поречского сельсовета Кингисеппского района. С ноября 1965 года, вновь в составе Сланцевского района. В 1965 году население деревни составляло 52 человека.
По данным 1973 года деревня Дретно входила в состав Поречского сельсовета.
По данным 1990 года деревня Дретно входила в состав Овсищенского сельсовета.
В 1997 году в деревне Дретно Овсищенской волости проживали 7 человек, в 2002 году — 23 человека (все русские).
В 2007 году в деревне Дретно Старопольского СП проживали 3 человека, в 2010 году — 14 человек.

## География
Деревня расположена в восточной части района на автодороге 41К-816 (Пенино — Дретно — Коленец).
Расстояние до административного центра поселения — 20 км.
Расстояние до ближайшей железнодорожной станции Молосковицы — 80 км.
Деревня находится на правом берегу реки Мокруша, близ южного берега озера Пенино.

## Демография
| 1862 | 2007 | 2010 | 2017 |
| ---- | ---- | ---- | ---- |
| 333  | ↘3   | ↗14  | ↘6   |